# Fujimura-kun Mates
Fujimura-kun Mates (jap. 藤村くんメイツ, Fujimura-kun Meitsu) ist ein Gag-Manga von Seiichi Shiki.

## Handlung
Der als Schläger verschriene Fujimura schwänzt schon seit etwa einem Jahr die Schule. Eines Tages erscheint bei ihm ein Mädchen, das sich als Klassensprecherin Eriko Usami vorstellt und ihn zwingt, ihr zu sagen, warum er die Schule schwänzt. Sie droht ihm damit, die Nippel seiner Katze, die sie als Geisel genommenen hat, mit Permanentmarker schwarz anzumalen. Er verrät ihr daraufhin, dass er an seinem ersten Schultag an der Oberschule ein Mädchen vor zudringlichen Schulrowdys rettete, die er aus Notwehr zusammenschlagen hat. In der Schule entstand daraufhin das Gerücht, er sei ein Schläger, weshalb er keine Freunde fand und aufhörte die Schule zu besuchen. Eriko schlägt ihm daraufhin vor, ihm ein Freund zu sein, worauf er wieder zur Schule geht.
In seiner Klasse trifft er zuerst die beiden Klassensprecher seiner Klasse: Einen Jungen, der stets einen Samuraihelm trägt und daher von Fujimura „Helmet“ genannt wird, und eine Halbjapanerin namens Claudia Chiiko Inui, die sich ihm mit den Worten vorstellt „Ich wage kühn zu behaupten! Große Brüste sind Liebe!!!“ (あえて言おう！ 巨乳は愛であると!!!, Aete iō! Kyonyū wa ai de aru to!!!) und auch sonst ein eher seltsames und teilweise sinnfreies Japanisch spricht. In der Pause gibt Eriko ihm mit einem selbstgemachten Bentō deutlich zu verstehen, dass sie ihn liebt.
Die Schülerratsvorsitzende Shizuru Urabe beruft ein Treffen des Schülerrats, dem die einzelnen Klassensprecher angehören, ein, um zu diskutieren, wie mit Fujimura umgegangen werden soll. Eriko nutzt die Gelegenheit, um vorzuschlagen, ihm zu einer Freundin zu verhelfen. Die stellvertretende Vorsitzende Akira Himuro schlägt zudem vor, ihn in den Schülerrat aufzunehmen, um sein Image zu verbessern. So kommt es, dass per Lautsprecher der ganzen Schule verkündet wird, Fujimura sei jetzt ein Kandidat für den Schülerrat und dass er eine Freundin bräuchte.
Später trifft Fujimura mehrere Male auf Shizuru, die sich immer verirrt hat. Dabei wissen die beiden nicht, wer der jeweils andere ist. Aufgrund eines Missverständnisses geht sie davon aus, dass er sie mag und verliebt sich langsam in ihn. Akira registriert sie daraufhin als mögliche Kandidatin als Fujimuras Freundin. Auf dem Nachhauseweg begegnet Fujimura das Schulidol Subaru Yumizuka, die ihn freudig begrüßt. Nachdem er ihr sagt, dass er sie nicht kenne und später sogar aus Versehen anschreit, verflucht sie ihn und wünscht ihm, dass er einen Freund (boyfriend) bekommen möge. Fujimura erwidert darauf, dass er noch nicht mal eine Freundin (girlfriend) habe, was Subaru wiederum erfreut aufnimmt und damit seine dritte Kandidatin als Freundin wird.
Schließlich findet der Wettbewerb statt, wer von den dreien seine Freundin werden soll. Da Fujimura nicht vorhat, eine Freundin zu bekommen und die ganze Sache Akira als Schiedsrichterin zu blöd ist, entscheidet sie kurzerhand, dass ab jetzt alle drei seine Freundinnen sind, was diese auch akzeptieren.
Die Serie endet damit, dass einige Jahre später alle drei Fujimura schließlich heiraten, nachdem Akira als Premierministerin unter dem Vorwand der Bekämpfung des Geburtenrückgangs die Vielehe einführte.

## Charaktere
Fujimura (藤村)
Fujimura, Vorname unbekannt – seine Schwester nennt ihn aber kurz Haru (ハル) –, war ein Schulschwänzer und unfreiwilliger Delinquent. Nachdem er durch Eri gezwungen wurde die Schule zu besuchen, leidet er ständig entnervt darunter, der einzige in seinem neuen Umkreis mit einem gesunden Menschenverstand zu sein.
Eriko „Eri“ Usami (宇佐美 えりこ, Usami Eriko)
Eri ist die Klassensprecherin der 2A und liebt Fujimura sowie Sojabohnen. Sie ist ein zierliches, etwas mysteriöses und ruhiges Mädchen, das nur wenig Emotionen zeigt. Sie treibt Fujimura regelmäßig mit ihrer Angewohnheit in den Wahnsinn, Situationen und Worte, die ihn betreffen, wann immer möglich auf eine sexuelle Weise zu interpretieren oder formulieren, wobei sie dabei regelmäßig Nasenbluten bekommt.
Shizuru Urabe (占部 しづる, Urabe Shizuru)
Shizuru aus der 3B ist die Vorsitzende des Schülerrats. Auf den ersten Blick erscheint sie als zielstrebig, tatsächlich ist sie aber eher einfältig, neigt zu vorschnellen und falschen Schlussfolgerungen und verirrt sich ständig. Fujimura wundert sich, wie sie es überhaupt geschafft hat, in der Welt zu überleben. Letzteres liegt allerdings wohl an Akira, die Shizuru ständig aushilft und z. B. auch einen Peilsender in ihre Kleidung genäht hat, um sie immer wiederzufinden. Ihre Pflichten als Schülerratsvorsitzende werden ebenfalls von Akira erfüllt.
Akira Himuro (氷室 昌良, Himuro Akira)
Akira ist die stellvertretende Vorsitzende des Schülerrats, 14 Jahre alt und geht in die 3B (was der 12. Klasse entspricht), obwohl es in Japan kein Überspringen einer Klasse gibt. Sie hat überall in der Schule und auch in der Stadt Falltüren installiert, die sie immer auslöst um jemanden verschwinden zu lassen, der sie gerade nervt. Was, da sie keinen Spaß versteht, häufig passiert. Auch sonst wird sie als eher düstere und furchterregende Person beschrieben, was sich auch daran zeigt, dass ihr Jugendzimmer voller Folterwerkzeuge und Fallen ist, die sie vor dem Schlafengehen immer erst entschärfen muss. Einerseits ist sie regelmäßig von Shizuru genervt, die dann Opfer der Falltüren wird, andererseits hilft sie Shizuru aber auch ständig bei ihren Problemen.
Subaru Yumizuka (弓塚 すばる, Yumizuka Subaru)
Subaru ist das Schulidol und bezeichnet Fujimura zu dessen Missfallen als „großer Bruder“ (Onii-chan). Sie war früher eine Delinquentin, deren Bande von Fujimura zusammengeschlagen wurde und der sie dann beiläufig fragte, warum sie eine sei, obwohl sie doch eigentlich ein hübsches Mädchen sei. Daher kommt auch, dass sie ihn „großer Bruder“ nennt, da dies eine Anrede (hier eigentlich respektvoll aniki statt des vertrauten onii-chan) für ein über einem selbst stehendes Mitglied in (Yakuza-)Banden ist.
Claudia Chiiko Inui (乾・クローディア・千位子, Inui Kurōdia Chiiko)
Claudia ist eine blonde Halbjapanerin und Klassensprecherin von Fujimuras 2F. Sie verwendet anfangs ein seltsames Japanisch mit einer an den Ōsaka-Dialekt angelehnten Ausdrucksweise, das jedoch teilweise keinen Sinn zu ergeben scheint. Sie ist üblicherweise mit „Helmet“ zusammen anzutreffen.
„Helmet“ (ヘルメット, Herumetto)
Er ist der zweite Klassensprecher von Fujimuras 2F. Sein Name ist unbekannt, aber da er ständig einen Samuraihelm trägt, wird er von Fujimura als „Helmet“ bezeichnet. Bei der einzigen Szene, in der er seinen Helm abgenommen hat, ist sein Kopf unter Zensurmosaiken verpixelt. Wenn er in der Stadt patrouilliert, sitzt er in voller Rüstungsmontur auf einer Pferdestatue. Er ist üblicherweise mit Claudia zusammen anzutreffen.
Chikage (千影)
Chikage ist ein junges Mädchen, das in Eri verliebt ist und sie stalkt. Entsprechend sieht sie Fujimura als ihren Rivalen.
Aki Fujimura (藤村 亜貴, Fujimura Aki)
Aki ist Fujimuras ältere Schwester. Wenn sie sich einmal etwas in den Kopf gesetzt hat, rückt sie davon, komme was wolle, nicht mehr ab. Zudem verabscheut sie unangemessene Beziehungen. In ihrer Schulzeit war sie ebenfalls eine Delinquentin und die Gründerin von jener Bande, deren Anführerin später Subaru wurde.

## Veröffentlichung
Im Dezember 2008 nahm der Manga als einer von sieben am Wettbewerb Yomikiri Comic Carnival – Fuyu no Jin (読切コミックカーニバル 〜冬の陣〜) teil. Da der Manga dort von den Lesern auf den ersten Platz gewählt wurde, erhielt Seiichi Shiki das Recht auf eine Serialisierung. Der Manga erschien vom 26. März 2009 bis 25. Juli 2013 zweiwöchentlich in Square Enix’ Webmanga-Magazin Gangan Online. Ein One-Shot (yomikiri) erschien zuvor auch als Gastbeitrag im Papier-Manga-Magazin Gangan Wing in Ausgabe 4/2009 vom 26. Februar 2009, in dem schon Shikis vorherige Serie Aoiro Kazoku veröffentlicht wurde.
Die Kapitel wurden in acht Sammelbände (Tankōbon) zusammengefasst:
1. 22. Februar 2010, ISBN 978-4-7575-2804-8
2. 20. März 2010, ISBN 978-4-7575-2823-9
3. 22. November 2010, ISBN 978-4-7575-3061-4
4. 22. Juni 2011, ISBN 978-4-7575-3259-5
5. 22. Februar 2012, ISBN 978-4-7575-3506-0
6. 22. August 2012, ISBN 978-4-7575-3693-7
7. 22. Februar 2013, ISBN 978-4-7575-3893-1
8. 21. September 2013, ISBN 978-4-7575-4062-0

Seit Juli 2012 wird der Manga in Taiwan auf Chinesisch bei Tongli Publishing unter dem Titel Téngcūn tóngxué de xuéshengkuài (chinesisch 藤村同學的學生會) veröffentlicht.